# (473104) 2015 HB172
(473104) 2015 HB172 es un asteroide perteneciente al cinturón de asteroides, descubierto el 21 de septiembre de 2012 por el equipo del Spacewatch desde el Observatorio Nacional de Kitt Peak, Arizona, Estados Unidos.

## Designación y nombre
Designado provisionalmente como 2015 HB17.

## Características orbitales
2015 HB172 está situado a una distancia media del Sol de 2,626 ua, pudiendo alejarse hasta 3,097 ua y acercarse hasta 2,156 ua. Su excentricidad es 0,178 y la inclinación orbital 6,438 grados. Emplea 1555 días en completar una órbita alrededor del Sol.

## Características físicas
La magnitud absoluta de 2015 HB172 es 16,4.